# Никифоров, Константин Степанович
Константин Степанович Никифоров (1916—1987) — подполковник Советской Армии, участник Великой Отечественной войны, Герой Советского Союза (1945).

## Биография
Константин Никифоров родился 3 июля 1916 года в Красноярске. Окончил три курса Ташкентского государственного университета. В 1939 году Никифоров был призван на службу в Рабоче-крестьянскую Красную Армию Ташкентским РВК. В 1940 году он окончил Киевскую военную авиационную школу пилотов. С начала Великой Отечественной войны — на её фронтах.
За 16 успешных боевых вылета на скопление живой силы противника и уничтожение 3 танков противника и 35 машин с пехотой 16.12.1942 призом № 039\н по 208-му штурмовому авиаполку награждён медалью «За отвагу».
За совершение последующих 23 боевых вылетов 10.02.1943 года приказом № 04\н по 17 ВА награждён орденом «Красной Звезды».
За совершение 27 боевых вылетов и уничтожение 7 танков ,14 автомашин и 6 точек ЗА с момента последнего награждения приказом № 0181\н от 31.12.1943 года по 2 ВА награждён орденом «Красного Знамени».
За умелое руководство эскадрильей при минимуме потерь,20 боевых вылетов и уничтожение 7 танков ,11 автомашин ,2 бронетранспортеров .1 батареи артиллерийских орудий и 50 солдат противника приказом № 0199\н от 12.08.1943 года по 2 ВА награждён орденом «Александра Невского».
С 1944 года-член ВКП(б).
Приказом №: 8/н от: 19.02.1945 ВС 8 ВА 4-го украинского фронта награждён орденом Отечественной войны 2-й степени за уничтожение 2 танков,6 автомашин,3 бронетранспортеров и 25 солдат противника.
К апрелю 1945 года старший лейтенант Константин Никифоров был заместителем по воздушно-стрелковой службе командира 208-го штурмового авиаполка 227-й штурмовой авиадивизии 8-го штурмового авиационного корпуса 8-й воздушной армии 4-го Украинского фронта. К тому времени он был представлен к званию Героя Советского Союза за совершиние около 100 боевых вылетов на штурмовку скоплений боевой техники и живой силы противника, за которые им повреждено и уничтожено:19 танков,53 автомашины с людьми и грузами,11 бронетранспортеров,7 самолетов на земле,14 минометов,1 переправа,17 зенитных арт.точек ,12 ж\д вагонов и до 450 солдат и офицеров противника..
Приказом по 8 ВА 4 украинского фронта №: 24/н от: 22.05.1945 капитан Никифоров был награждён орденом Красного Знамени за совершение 26 боевых вылетов и уничтожение 5 танков,11 автомашин,3 броетранспортеров,2 минометов и 4 ЗА точек.
Указом Президиума Верховного Совета СССР от 29 июня 1945 года за «образцовое выполнение боевых заданий командования на фронте борьбы с немецкими захватчиками и проявленные при этом мужество и героизм» старший лейтенант Константин Никифоров был удостоен высокого звания Героя Советского Союза с вручением ордена Ленина и медали «Золотая Звезда» за номером 8064.За время войны был трижды ранен.
После окончания войны Никифоров продолжил службу в Советской Армии. В 1956 году он окончил Военно-воздушную академию. В 1958 году в звании подполковника Никифоров был уволен в запас. Проживал и работал в Николаеве. Умер 13 ноября 1987 года.
Был также награждён Отечественной войны 1-й степени(1985), польской медалью «За Одру,Нису и Балтику», медалью «За победу над Германией» и рядом медалей.